# Bucu (Ialomița)
Bucu ist eine Gemeinde im Kreis Ialomița im Südosten Rumäniens.

## Geographische Lage

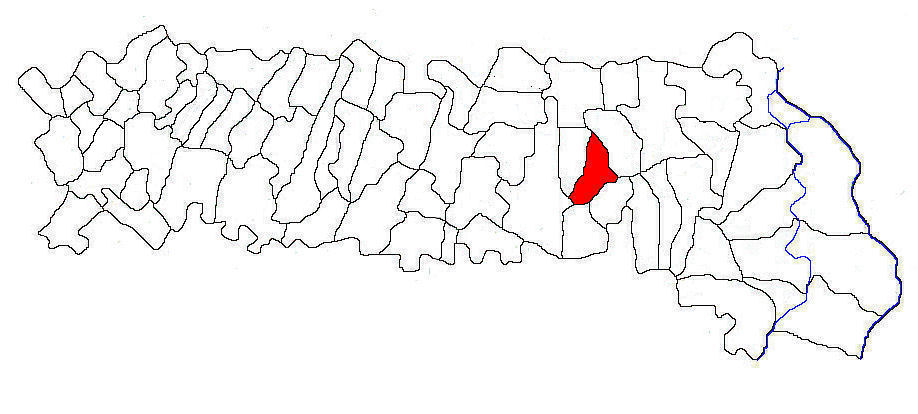
Lage von Bucu im Kreis Ialomița

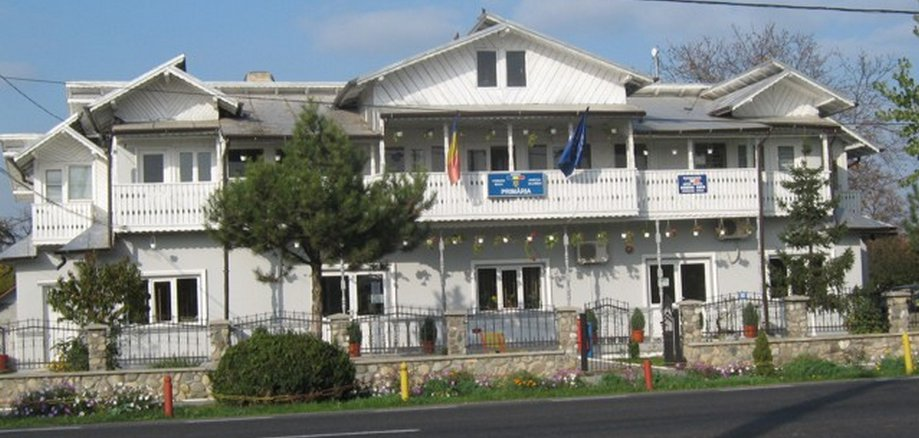
Rathaus in Bucu

Bucu liegt am linken Ufer der Ialomița an der Nationalstraße DN2A, einer Teilstrecke der Europastraße 60, und an der Bahnstrecke Ploiești–Țăndărei zwischen der etwa zehn Kilometer südwestlich gelegenen Kreishauptstadt Slobozia und der 15 Kilometer nordöstlich gelegenen Kleinstadt Țăndărei. Südöstlich des Gemeindegebietes schließt sich die Bărăgan-Steppe an. Nördlich von Bucu wird der Ort von weitläufigen Getreide- und Sonnenblumenfeldern umgeben.

## Geschichte und Wirtschaft
Bucu wurde im Jahr 1580 erstmals urkundlich erwähnt. Eine Besiedlung der Region geht jedoch nach Funden auf dem Gebiet des Ortes – von den Einheimischen Pochina genannt –, bis in die Spätbronzezeit zurück.
2004 wurde die heutige Nachbargemeinde Ograda aus Bucu ausgegliedert.
Die wirtschaftliche Tätigkeit der Bewohner besteht vorwiegend in Ackerbau und Viehzucht. Daneben gibt es im Ort eine Möbel- und eine Süßwarenfabrik. Moderne Industriezweige sind die Holz- und Stahlverarbeitung sowie der Motorenbau. Momentane Investitionen konzentrieren sich vor allem auf die angrenzende Bahnstrecke und die vollständige Elektrifizierung der Gemeinde. Zu den in Zukunft geplanten Projekten gehören der Aufbau von Schulen und Straßen, der Ausbau der Wasserversorgung sowie die Errichtung einer großen Parkanlage.

## Bevölkerung
2002 bezeichneten sich von den 5287 Einwohnern, 5231 als Rumänen, 53 als Roma und je ein Einwohner bezeichnete sich als Grieche, als Magyare und als Lipowaner.